# 高名圖
高名圖，山東沂水县人，清朝政治人物。同进士出身。
康熙六年，登进士，任山西石楼县知县。